# Mistrovství světa v ledním hokeji do 18 let 1999
Mistrovství světa v ledním hokeji do 18 let 1999 se konalo ve městech Füssen a Kaufbeuren v Německu. Probíhalo mezi 8. a 18. dubnem 1999.
Mistrovství světa v ledním hokeji do 18 let vzniklo v návaznosti na Mistrovství Evropy juniorů v ledním hokeji, ze kterého bylo také přejato rozdělení do divizí.

## Elitní skupina

### Základní skupiny

#### Skupina A
| Tým          | Z | V | R | P | GV | GI | B |
| ------------ | - | - | - | - | -- | -- | - |
| 1. Švédsko   | 4 | 3 | 1 | 0 | 21 | 5  | 7 |
| 2. Švýcarsko | 4 | 3 | 0 | 1 | 18 | 10 | 6 |
| 3. Česko     | 4 | 2 | 1 | 1 | 13 | 9  | 5 |
| 5. Ukrajina  | 4 | 1 | 0 | 3 | 16 | 15 | 2 |
| 6. Německo   | 4 | 0 | 0 | 4 | 6  | 35 | 0 |

| duben 1999 | Švýcarsko | 0 - 3 | Švédsko |  |
|            | Švýcarsko |       | Švédsko |  |

| Souhrn zápasu | Souhrn zápasu | Souhrn zápasu | Souhrn zápasu | Souhrn zápasu |
| ------------- | ------------- | ------------- | ------------- | ------------- |
|               | {{{góly1}}}   |               | {{{góly2}}}   |               |

| duben 1999 | Německo | 2 - 4 | Česko |  |
|            | Německo |       | Česko |  |

| Souhrn zápasu | Souhrn zápasu | Souhrn zápasu | Souhrn zápasu | Souhrn zápasu |
| ------------- | ------------- | ------------- | ------------- | ------------- |
|               | {{{góly1}}}   |               | {{{góly2}}}   |               |

| duben 1999 | Švýcarsko | 4 - 1 | Ukrajina |  |
|            | Švýcarsko |       | Ukrajina |  |

| Souhrn zápasu | Souhrn zápasu | Souhrn zápasu | Souhrn zápasu | Souhrn zápasu |
| ------------- | ------------- | ------------- | ------------- | ------------- |
|               | {{{góly1}}}   |               | {{{góly2}}}   |               |

| duben 1999 | Německo | 2 - 5 | Švédsko |  |
|            | Německo |       | Švédsko |  |

| Souhrn zápasu | Souhrn zápasu | Souhrn zápasu | Souhrn zápasu | Souhrn zápasu |
| ------------- | ------------- | ------------- | ------------- | ------------- |
|               | {{{góly1}}}   |               | {{{góly2}}}   |               |

| duben 1999 | Ukrajina | 1 - 6 | Česko |  |
|            | Ukrajina |       | Česko |  |

| Souhrn zápasu | Souhrn zápasu | Souhrn zápasu | Souhrn zápasu | Souhrn zápasu |
| ------------- | ------------- | ------------- | ------------- | ------------- |
|               | {{{góly1}}}   |               | {{{góly2}}}   |               |

| duben 1999 | Švédsko | 4 - 4 | Česko |  |
|            | Švédsko |       | Česko |  |

| Souhrn zápasu | Souhrn zápasu | Souhrn zápasu | Souhrn zápasu | Souhrn zápasu |
| ------------- | ------------- | ------------- | ------------- | ------------- |
|               | {{{góly1}}}   |               | {{{góly2}}}   |               |

| duben 1999 | Německo | 0 - 3 | Švýcarsko |  |
|            | Německo |       | Švýcarsko |  |

| Souhrn zápasu | Souhrn zápasu | Souhrn zápasu | Souhrn zápasu | Souhrn zápasu |
| ------------- | ------------- | ------------- | ------------- | ------------- |
|               | {{{góly1}}}   |               | {{{góly2}}}   |               |

| duben 1999 | Ukrajina | 7 - 0 | Německo |  |
|            | Ukrajina |       | Německo |  |

| Souhrn zápasu | Souhrn zápasu | Souhrn zápasu | Souhrn zápasu | Souhrn zápasu |
| ------------- | ------------- | ------------- | ------------- | ------------- |
|               | {{{góly1}}}   |               | {{{góly2}}}   |               |

| duben 1999 | Česko | 2 - 3 | Švýcarsko |  |
|            | Česko |       | Švýcarsko |  |

| Souhrn zápasu | Souhrn zápasu | Souhrn zápasu | Souhrn zápasu | Souhrn zápasu |
| ------------- | ------------- | ------------- | ------------- | ------------- |
|               | {{{góly1}}}   |               | {{{góly2}}}   |               |

| duben 1999 | Švédsko | 10 - 2 | Ukrajina |  |
|            | Švédsko |        | Ukrajina |  |

| Souhrn zápasu | Souhrn zápasu | Souhrn zápasu | Souhrn zápasu | Souhrn zápasu |
| ------------- | ------------- | ------------- | ------------- | ------------- |
|               | {{{góly1}}}   |               | {{{góly2}}}   |               |

#### Skupina B
| Tým          | Z | V | R | P | GV | GI | B |
| ------------ | - | - | - | - | -- | -- | - |
| 1. Finsko    | 4 | 4 | 0 | 0 | 21 | 5  | 8 |
| 2. Slovensko | 4 | 3 | 0 | 1 | 18 | 10 | 6 |
| 3. Rusko     | 4 | 2 | 0 | 2 | 13 | 9  | 4 |
| 4. USA       | 4 | 1 | 0 | 3 | 16 | 15 | 2 |
| 5. Norsko    | 4 | 0 | 0 | 4 | 6  | 35 | 0 |

| duben 1999 | Slovensko | 2 - 3 | Finsko |  |
|            | Slovensko |       | Finsko |  |

| Souhrn zápasu | Souhrn zápasu | Souhrn zápasu | Souhrn zápasu | Souhrn zápasu |
| ------------- | ------------- | ------------- | ------------- | ------------- |
|               | {{{góly1}}}   |               | {{{góly2}}}   |               |

| duben 1999 | Rusko | 2 - 1 | USA |  |
|            | Rusko |       | USA |  |

| Souhrn zápasu | Souhrn zápasu | Souhrn zápasu | Souhrn zápasu | Souhrn zápasu |
| ------------- | ------------- | ------------- | ------------- | ------------- |
|               | {{{góly1}}}   |               | {{{góly2}}}   |               |

| duben 1999 | Slovensko | 7 - 0 | Norsko |  |
|            | Slovensko |       | Norsko |  |

| Souhrn zápasu | Souhrn zápasu | Souhrn zápasu | Souhrn zápasu | Souhrn zápasu |
| ------------- | ------------- | ------------- | ------------- | ------------- |
|               | {{{góly1}}}   |               | {{{góly2}}}   |               |

| duben 1999 | USA | 0 - 5 | Finsko |  |
|            | USA |       | Finsko |  |

| Souhrn zápasu | Souhrn zápasu | Souhrn zápasu | Souhrn zápasu | Souhrn zápasu |
| ------------- | ------------- | ------------- | ------------- | ------------- |
|               | {{{góly1}}}   |               | {{{góly2}}}   |               |

| duben 1999 | Norsko | 2 - 8 | Rusko |  |
|            | Norsko |       | Rusko |  |

| Souhrn zápasu | Souhrn zápasu | Souhrn zápasu | Souhrn zápasu | Souhrn zápasu |
| ------------- | ------------- | ------------- | ------------- | ------------- |
|               | {{{góly1}}}   |               | {{{góly2}}}   |               |

| duben 1999 | USA | 5 - 6 | Slovensko |  |
|            | USA |       | Slovensko |  |

| Souhrn zápasu | Souhrn zápasu | Souhrn zápasu | Souhrn zápasu | Souhrn zápasu |
| ------------- | ------------- | ------------- | ------------- | ------------- |
|               | {{{góly1}}}   |               | {{{góly2}}}   |               |

| duben 1999 | Finsko | 3 - 1 | Rusko |  |
|            | Finsko |       | Rusko |  |

| Souhrn zápasu | Souhrn zápasu | Souhrn zápasu | Souhrn zápasu | Souhrn zápasu |
| ------------- | ------------- | ------------- | ------------- | ------------- |
|               | {{{góly1}}}   |               | {{{góly2}}}   |               |

| duben 1999 | Norsko | 2 - 10 | USA |  |
|            | Norsko |        | USA |  |

| Souhrn zápasu | Souhrn zápasu | Souhrn zápasu | Souhrn zápasu | Souhrn zápasu |
| ------------- | ------------- | ------------- | ------------- | ------------- |
|               | {{{góly1}}}   |               | {{{góly2}}}   |               |

| duben 1999 | Finsko | 10 - 2 | Norsko |  |
|            | Finsko |        | Norsko |  |

| Souhrn zápasu | Souhrn zápasu | Souhrn zápasu | Souhrn zápasu | Souhrn zápasu |
| ------------- | ------------- | ------------- | ------------- | ------------- |
|               | {{{góly1}}}   |               | {{{góly2}}}   |               |

| duben 1999 | Rusko | 2 - 3 | Slovensko |  |
|            | Rusko |       | Slovensko |  |

| Souhrn zápasu | Souhrn zápasu | Souhrn zápasu | Souhrn zápasu | Souhrn zápasu |
| ------------- | ------------- | ------------- | ------------- | ------------- |
|               | {{{góly1}}}   |               | {{{góly2}}}   |               |

### Finálová část

#### Finálová skupina
| Tým          | Z | V | R | P | GV | GI | B |
| ------------ | - | - | - | - | -- | -- | - |
| 1. Finsko    | 5 | 3 | 1 | 1 | 12 | 12 | 7 |
| 2. Švédsko   | 5 | 2 | 2 | 1 | 15 | 10 | 6 |
| 3. Slovensko | 5 | 3 | 0 | 2 | 13 | 12 | 6 |
| 4. Švýcarsko | 5 | 3 | 0 | 2 | 16 | 13 | 6 |
| 5. Česko     | 5 | 1 | 1 | 3 | 12 | 13 | 3 |
| 6. Rusko     | 5 | 1 | 0 | 4 | 9  | 17 | 2 |

| duben 1999 | Slovensko | 6 - 3 | Švýcarsko |  |
|            | Slovensko |       | Švýcarsko |  |

| Souhrn zápasu | Souhrn zápasu | Souhrn zápasu | Souhrn zápasu | Souhrn zápasu |
| ------------- | ------------- | ------------- | ------------- | ------------- |
|               | {{{góly1}}}   |               | {{{góly2}}}   |               |

| duben 1999 | Švédsko | 2 - 3 | Rusko |  |
|            | Švédsko |       | Rusko |  |

| Souhrn zápasu | Souhrn zápasu | Souhrn zápasu | Souhrn zápasu | Souhrn zápasu |
| ------------- | ------------- | ------------- | ------------- | ------------- |
|               | {{{góly1}}}   |               | {{{góly2}}}   |               |

| duben 1999 | Finsko | 3 - 1 | Česko |  |
|            | Finsko |       | Česko |  |

| Souhrn zápasu | Souhrn zápasu | Souhrn zápasu | Souhrn zápasu | Souhrn zápasu |
| ------------- | ------------- | ------------- | ------------- | ------------- |
|               | {{{góly1}}}   |               | {{{góly2}}}   |               |

| duben 1999 | Česko | 5 - 2 | Rusko |  |
|            | Česko |       | Rusko |  |

| Souhrn zápasu | Souhrn zápasu | Souhrn zápasu | Souhrn zápasu | Souhrn zápasu |
| ------------- | ------------- | ------------- | ------------- | ------------- |
|               | {{{góly1}}}   |               | {{{góly2}}}   |               |

| duben 1999 | Finsko | 1 - 6 | Švýcarsko |  |
|            | Finsko |       | Švýcarsko |  |

| Souhrn zápasu | Souhrn zápasu | Souhrn zápasu | Souhrn zápasu | Souhrn zápasu |
| ------------- | ------------- | ------------- | ------------- | ------------- |
|               | {{{góly1}}}   |               | {{{góly2}}}   |               |

| duben 1999 | Švédsko | 4 - 1 | Slovensko |  |
|            | Švédsko |       | Slovensko |  |

| Souhrn zápasu | Souhrn zápasu | Souhrn zápasu | Souhrn zápasu | Souhrn zápasu |
| ------------- | ------------- | ------------- | ------------- | ------------- |
|               | {{{góly1}}}   |               | {{{góly2}}}   |               |

| duben 1999 | Slovensko | 1 - 0 | Česko |  |
|            | Slovensko |       | Česko |  |

| Souhrn zápasu | Souhrn zápasu | Souhrn zápasu | Souhrn zápasu | Souhrn zápasu |
| ------------- | ------------- | ------------- | ------------- | ------------- |
|               | {{{góly1}}}   |               | {{{góly2}}}   |               |

| duben 1999 | Švýcarsko | 4 - 1 | Rusko |  |
|            | Švýcarsko |       | Rusko |  |

| Souhrn zápasu | Souhrn zápasu | Souhrn zápasu | Souhrn zápasu | Souhrn zápasu |
| ------------- | ------------- | ------------- | ------------- | ------------- |
|               | {{{góly1}}}   |               | {{{góly2}}}   |               |

| duben 1999 | Finsko | 2 - 2 | Švédsko |  |
|            | Finsko |       | Švédsko |  |

| Souhrn zápasu | Souhrn zápasu | Souhrn zápasu | Souhrn zápasu | Souhrn zápasu |
| ------------- | ------------- | ------------- | ------------- | ------------- |
|               | {{{góly1}}}   |               | {{{góly2}}}   |               |

#### Skupina o udržení
| Tým         | Z | V | R | P | GV | GI | B |
| ----------- | - | - | - | - | -- | -- | - |
| 7. USA      | 3 | 3 | 0 | 0 | 22 | 2  | 6 |
| 8. Ukrajina | 3 | 2 | 0 | 1 | 7  | 6  | 4 |
| 9. Německo  | 3 | 1 | 0 | 2 | 4  | 12 | 2 |
| 10. Norsko  | 3 | 0 | 0 | 3 | 4  | 17 | 0 |

| duben 1999 | USA | 6 - 0 | Německo |  |
|            | USA |       | Německo |  |

| Souhrn zápasu | Souhrn zápasu | Souhrn zápasu | Souhrn zápasu | Souhrn zápasu |
| ------------- | ------------- | ------------- | ------------- | ------------- |
|               | {{{góly1}}}   |               | {{{góly2}}}   |               |

| duben 1999 | Ukrajina | 3 - 0 | Norsko |  |
|            | Ukrajina |       | Norsko |  |

| Souhrn zápasu | Souhrn zápasu | Souhrn zápasu | Souhrn zápasu | Souhrn zápasu |
| ------------- | ------------- | ------------- | ------------- | ------------- |
|               | {{{góly1}}}   |               | {{{góly2}}}   |               |

| duben 1999 | Německo | 4 - 2 | Norsko |  |
|            | Německo |       | Norsko |  |

| Souhrn zápasu | Souhrn zápasu | Souhrn zápasu | Souhrn zápasu | Souhrn zápasu |
| ------------- | ------------- | ------------- | ------------- | ------------- |
|               | {{{góly1}}}   |               | {{{góly2}}}   |               |

| duben 1999 | USA | 6 - 0 | Ukrajina |  |
|            | USA |       | Ukrajina |  |

| Souhrn zápasu | Souhrn zápasu | Souhrn zápasu | Souhrn zápasu | Souhrn zápasu |
| ------------- | ------------- | ------------- | ------------- | ------------- |
|               | {{{góly1}}}   |               | {{{góly2}}}   |               |

### Konečné pořadí
| Rk.              | Tým       |
| ---------------- | --------- |
| Zlatá medaile    | Finsko    |
| Stříbrná medaile | Švédsko   |
| Bronzová medaile | Slovensko |
| 4.               | Švýcarsko |
| 5.               | Česko     |
| 6.               | Rusko     |
| 7.               | USA       |
| 8.               | Ukrajina  |
| 9.               | Německo   |
| 10.              | Norsko    |

 Norsko sestoupilo do úrovně B na Mistrovství světa v ledním hokeji do 18 let 2000.

### Soupisky
| Finsko – Antti Aarnio, Ari Ahonen, Juha Alastalo, Ville Hämäläinen, Jaakko Harikkala, Juha-Pekka Hytönen, Mikko Hyytiä, Antti Jokela, Kasper Kenig, Teemu Kesä, Lasse Kukkonen, Jouni Kulonen, Miro Laitinen, Tuukka Mäntylä, Matias Metsäranta, Markku Paukkonen, Tony Salmelainen, Olli Sillanpää, Sami Venäläinen, Petri Tähtisalo, Arto Tukio, Juhamatti Yli-Junnila |

| Švédsko – Andreas Albinsson, Kjell Bennemark, Mikael Berg, David Bornhammar, Tim Eriksson, Jonas Ferm, Daniel Johansson, Daniel Josefsson, Magnus Hedlund, Niklas Kronwall, Jonas Lennartsson, Daniel Ljungkvist, Björn Melin, Patrik Nilson, Jonas Nordquist, Johan Reineck, Martin Samuelsson, Fredrik Sundin, Mattias Wennerberg, Daniel Westin, Magnus Zirath |

| Slovensko – Milan Bartovič, Štefan Fabian, Marián Gáborík, Tomáš Gron, Peter Hamerlík, Marcel Hossa, Lukáš Hvila, Kristián Kováč, Kristián Kudroč, Daniel Maras, Igor Marták, Tomáš Mihálik, Tomáš Škvaridlo, Ramón Sopko, Tomáš Starosta, Tomáš Surový, Peter Szabó, Roman Tvrdoň, Alexander Valentín, Ľuboš Velebný, René Vydarený, Martin Zajac |

## Úroveň B
Hrálo se v městech Méribel, Pralognan-la-Vanoise a Courchevel ve Francii.

### Základní skupiny

#### Skupina A
| Tým               | Z | V | R | P | GV | GI | B |
| ----------------- | - | - | - | - | -- | -- | - |
| 1. Bělorusko      | 3 | 3 | 0 | 0 | 23 | 6  | 6 |
| 2. Dánsko         | 3 | 1 | 1 | 1 | 16 | 16 | 3 |
| 3. Itálie         | 3 | 1 | 1 | 1 | 11 | 11 | 3 |
| 4. Velká Británie | 3 | 0 | 0 | 3 | 5  | 22 | 0 |

#### Skupina B
| Tým         | Z | V | R | P | GV | GI | B |
| ----------- | - | - | - | - | -- | -- | - |
| 1. Rakousko | 3 | 2 | 1 | 0 | 23 | 5  | 5 |
| 2. Polsko   | 3 | 2 | 0 | 1 | 13 | 11 | 4 |
| 3. Francie  | 3 | 1 | 1 | 1 | 15 | 10 | 3 |
| 4. Maďarsko | 3 | 0 | 0 | 3 | 6  | 31 | 0 |

### Finálová část

#### O postup
| Tým          | Z | V | R | P | GV | GI | B |
| ------------ | - | - | - | - | -- | -- | - |
| 1. Bělorusko | 3 | 1 | 2 | 0 | 15 | 9  | 4 |
| 2. Rakousko  | 3 | 1 | 1 | 1 | 11 | 7  | 3 |
| 3. Polsko    | 3 | 1 | 1 | 1 | 6  | 11 | 3 |
| 4. Dánsko    | 3 | 1 | 0 | 2 | 11 | 16 | 2 |

 Bělorusko postoupilo do elitní skupiny na mistrovství světa v ledním hokeji do 18 let 2000.

#### O udržení
| Tým               | Z | V | R | P | GV | GI | B |
| ----------------- | - | - | - | - | -- | -- | - |
| 5. Itálie         | 3 | 3 | 0 | 0 | 17 | 4  | 6 |
| 6. Francie        | 3 | 2 | 0 | 1 | 15 | 7  | 4 |
| 7. Maďarsko       | 3 | 1 | 0 | 2 | 7  | 19 | 2 |
| 8. Velká Británie | 3 | 0 | 0 | 3 | 6  | 15 | 0 |

Týmy  Maďarsko a  Velká Británie sestoupily do divize 1 - Evropa na Mistrovství světa v ledním hokeji do 18 let 2000.

## Evropa

### Divize 1
Hrálo se v Bukurešti v Rumunsku.

#### Základní skupiny

##### Skupina A
| Tým           | Z | V | R | P | GV | GI | B |
| ------------- | - | - | - | - | -- | -- | - |
| 1. Lotyšsko   | 3 | 3 | 0 | 0 | 41 | 5  | 6 |
| 2. Estonsko   | 3 | 2 | 0 | 1 | 21 | 8  | 4 |
| 3. Rumunsko   | 3 | 1 | 0 | 2 | 11 | 23 | 2 |
| 4. Jugoslávie | 3 | 0 | 0 | 3 | 5  | 42 | 0 |

##### Skupina B
| Tým           | Z | V | R | P | GV | GI | B |
| ------------- | - | - | - | - | -- | -- | - |
| 1. Slovinsko  | 3 | 3 | 0 | 0 | 22 | 9  | 6 |
| 2. Litva      | 3 | 2 | 0 | 1 | 13 | 9  | 4 |
| 3. Kazachstán | 3 | 1 | 0 | 2 | 12 | 13 | 2 |
| 4. Chorvatsko | 3 | 0 | 0 | 3 | 8  | 24 | 0 |

#### O umístění
- Lotyšsko 5 – 1  Slovinsko
- Litva 10 – 1  Estonsko
- Rumunsko 0 – 15  Kazachstán
- Chorvatsko 14 – 2  Jugoslávie

 Lotyšsko postoupilo do úrovně B na Mistrovství světa v ledním hokeji do 18 let 2000, zatímco týmy  Chorvatsko a  Jugoslávie sestoupily do evropské divize 2. Sestupovaly dva týmy, protože z úrovně B do evropské divize 1 sestoupily dva týmy.

### Divize 2
Hrálo se v Sofii v Bulharsku.

#### Základní skupiny

##### Skupina A
| Tým           | Z | V | R | P | GV | GI | B |
| ------------- | - | - | - | - | -- | -- | - |
| 1. Nizozemsko | 3 | 3 | 0 | 0 | 64 | 2  | 6 |
| 2. Izrael     | 3 | 2 | 0 | 1 | 29 | 14 | 4 |
| 3. Bulharsko  | 3 | 1 | 0 | 2 | 12 | 22 | 2 |
| 4. Irsko      | 3 | 0 | 0 | 3 | 3  | 70 | 0 |

##### Skupina B
| Tým            | Z | V | R | P | GV | GI | B |
| -------------- | - | - | - | - | -- | -- | - |
| 1. Španělsko   | 3 | 3 | 0 | 0 | 23 | 4  | 6 |
| 2. Belgie      | 3 | 2 | 0 | 1 | 20 | 6  | 4 |
| 3. Lucembursko | 3 | 1 | 0 | 2 | 4  | 16 | 2 |
| 4. Island      | 3 | 0 | 0 | 3 | 1  | 22 | 0 |

#### Finálová část

##### O postup
| Tým           | Z | V | R | P | GV | GI | B |
| ------------- | - | - | - | - | -- | -- | - |
| 1. Španělsko  | 3 | 2 | 1 | 0 | 19 | 7  | 5 |
| 2. Nizozemsko | 3 | 1 | 2 | 0 | 14 | 6  | 4 |
| 3. Belgie     | 3 | 1 | 1 | 1 | 17 | 7  | 3 |
| 4. Izrael     | 3 | 0 | 0 | 3 | 4  | 35 | 0 |

 Španělsko posotupilo do evropské divize 1 na Mistrovství světa v ledním hokeji do 18 let 2000.

##### O 5. - 8. místo
| Tým            | Z | V | R | P | GV | GI | B |
| -------------- | - | - | - | - | -- | -- | - |
| 5. Lucembursko | 3 | 2 | 0 | 1 | 17 | 5  | 6 |
| 6. Bulharsko   | 3 | 2 | 0 | 1 | 19 | 12 | 6 |
| 7. Island      | 3 | 2 | 0 | 1 | 20 | 7  | 6 |
| 8. Irsko       | 3 | 0 | 0 | 3 | 2  | 34 | 0 |

## Asie a Oceánie

### Divize 1
Hrálo se v Nikkó v Japonsku.
| Tým            | Z | V | R | P | GV | GI | B |
| -------------- | - | - | - | - | -- | -- | - |
| 1. Japonsko    | 3 | 3 | 0 | 0 | 36 | 5  | 6 |
| 2. Jižní Korea | 3 | 2 | 0 | 1 | 24 | 11 | 4 |
| 3. Čína        | 3 | 1 | 0 | 2 | 15 | 19 | 2 |
| 4. Austrálie   | 3 | 0 | 0 | 3 | 0  | 40 | 0 |

 Japonsko postoupilo do úrovně B na Mistrovství světa v ledním hokeji do 18 let 2000. Z asijské divize nikdo nesestoupil, protože z úrovně B nebyl žádný asijský sestupující.

### Divize 2
Hrálo se v Pchjongjangu v KLDR.
| Tým              | Z | V | R | P | GV | GI | B |
| ---------------- | - | - | - | - | -- | -- | - |
| 1. Severní Korea | 3 | 3 | 0 | 0 | 56 | 3  | 6 |
| 2. JAR           | 3 | 2 | 0 | 1 | 38 | 10 | 4 |
| 3. Nový Zéland   | 3 | 1 | 0 | 2 | 20 | 28 | 2 |
| 4. Tchaj-wan     | 3 | 0 | 0 | 3 | 4  | 78 | 0 |

Semifinále
- Severní Korea 29 – 0  Tchaj-wan
- JAR 15 – 0  Nový Zéland

O 3. místo
- Nový Zéland 26 – 4  Tchaj-wan

O postup
- Severní Korea 9 – 1  JAR

 Severní Korea postoupila do asijské divize 1 na Mistrovství světa v ledním hokeji do 18 let 2000.